# HMS Furious (1916)
HMS Furious – brytyjski lotniskowiec z okresu obu wojen światowych. Zamówiony w czasie I wojny światowej dla Royal Navy jako zmodyfikowany krążownik liniowy typu Courageous, miał zostać wykorzystany do wsparcia desantu na niemieckim wybrzeżu Morza Bałtyckiego, według planu forsowanego przez Pierwszego Lorda Morskiego Admiralicji, admirała Johna Fishera.
Zaprojektowany jako „wielki krążownik lekki”, dysponował jedynie symbolicznym pancerzem i był uzbrojony w zaledwie dwa działa kalibru 457 mm. Jeszcze przed ukończeniem budowy został zmodyfikowany i wszedł do służby 26 czerwca 1917 roku jako krążownik-lotniskowiec. W miejsce usuniętej dziobowej wieży artyleryjskiej zamontowano pokład lotniczy. Później w czasie wojny z okrętu usunięto tylną wieżę artylerii głównej i zamontowano drugi pokład lotniczy, na rufie za nadbudówką. Było to rozwiązanie nieudane, ze względu na turbulencje powietrza utrudniające manewr lądowania. Mimo to 19 lipca 1918 roku z pokładu „Furiousa” wystartowały samoloty do pierwszego w historii uderzenia lotnictwa pokładowego na cel lądowy – bazę niemieckich sterowców w Tondern. Po zakończeniu I wojny światowej okręt został na krótko odstawiony do rezerwy, a następnie, na początku lat 20. XX wieku przebudowany na lotniskowiec z ciągłym pokładem lotniczym.
Po przebudowie okręt był intensywnie używany do prób samolotów lotnictwa morskiego, a następnie jako lotniskowiec szkolny, gdy pod koniec lat 30. pojawiły się we flocie pierwsze lotniskowce nowej generacji, takie jak „Ark Royal”. W pierwszych miesiącach II wojny światowej lotniskowiec był wykorzystywany do poszukiwania niemieckich rajderów na północnym Atlantyku oraz do eskortowania konwojów. W czasie kampanii norweskiej w pierwszej połowie 1940 roku jego samoloty zapewniały wsparcie powietrzne dla walczących na lądzie brytyjskich żołnierzy oraz zwalczały niemiecką żeglugę. 11 kwietnia przeprowadziły atak na niemiecki okręt wojenny, uważany przez historyków za pierwszą tego typu akcję lotnictwa pokładowego w historii. Pod koniec walk w Norwegii „Furious” wykonał pierwszą z wielu operacji transportowych samolotów.
Pomiędzy listopadem 1940 a majem 1941 roku odbył kilka rejsów transportowych do Afryki Zachodniej, następnie wziął udział w akcjach przerzutu samolotów na Maltę. Realizację planu rejsów transportowych przerwał bezskuteczny rajd na zajęte przez Niemców porty w północnej Skandynawii. Na przełomie lat 1941–1942 przeszedł dużą modernizację w Stanach Zjednoczonych, do linii powrócił w kwietniu 1942 roku. Następnie kontynuował działania transportowe, biorąc między innymi udział w operacji Pedestal. W listopadzie 1942 roku uczestniczył w początkowej fazie operacji Torch – lądowaniu aliantów w Afryce Północnej. W kwietniu, lipcu i sierpniu 1944 roku jego samoloty przeprowadzały ataki na bazujący w północnonorweskim fiordzie niemiecki pancernik „Tirpitz”, we wrześniu minowały wody u wybrzeży Norwegii. Wobec zużycia urządzeń napędowych 15 września 1944 roku został przeniesiony do rezerwy, a w kwietniu następnego roku skreślony z listy floty. Sprzedano go na złom w 1948 roku.

## Projektowanie i budowa
Po zamówieniu dwóch „wielkich krążowników lekkich” (nazwanych tak aby obejść wojenny zakaz projektowania i budowy pancerników i krążowników liniowych) typu Courageous, wiosną 1915 roku admirał Fisher uzyskał zgodę na rozpoczęcie prac nad trzecią jednostką. W odróżnieniu od „Courageousa” i „Gloriousa”, nowy okręt miał zostać uzbrojony w zaprojektowane specjalnie dla niego nowe działa kalibru 457 mm (18 cali), umieszczone w dwóch pojedynczych wieżach artyleryjskich na dziobie i rufie. Podobnie jak oba półsiostrzane krążowniki, „Furious” był budowany na potrzeby projektu bałtyckiego – wspólnego brytyjsko-rosyjskiego planu kombinowanej operacji morsko-lądowej na bałtyckim wybrzeżu Niemiec i uderzenia stamtąd w kierunku Berlina.
Projekt okrętu zatwierdzono 23 maja, a stępkę pod „Furiousa” położono 8 czerwca 1915 roku w stoczni koncernu Armstrong Whitworth w Wallsend. Ceremonia wodowania odbyła się, według różnych źródeł, 15 lub 18 sierpnia 1916 roku. W tym czasie Admiralicja zdała sobie sprawę z konieczności pozyskania dla Grand Fleet okrętu lotniczego, zdolnego do wspierania operacji głównych sił floty. W pierwszych miesiącach 1917 roku opracowano trzy alternatywne projekty adaptacji do tej roli wyposażanego w stoczni krążownika. Ostatecznie wybrano wariant polegający na zabudowaniu na pokładzie dziobowym (w miejscu przewidzianym dla wieży artyleryjskiej) pokładu startowego oraz hangaru mogącego pomieścić osiem do dziesięciu samolotów rozpoznawczych i myśliwskich. Tak zmodyfikowany okręt wszedł do służby w Royal Navy 26 czerwca 1917 roku, jego pierwszym dowódcą został komandor Wilmot S. Nicholson. Koszt budowy kadłuba wyniósł 1,05 miliona ówczesnych funtów szterlingów, co do całości kosztów budowy okrętu brak danych.
Był to piąty okręt tej nazwy w historii Royal Navy, jego łacińskie motto brzmiało: Ministrat arma furor („Wściekłość uzbraja”, z Wergiliusza). Już w czasie służby marynarze nadali mu przezwisko Spurious („podrobiony”).

## Opis konstrukcji
Według pierwotnego projektu „Furious” miał długość całkowitą 239,8 m (między pionami 224,09 m), szerokość 26,84 m i zanurzenie 7,49 m przy wyporności głębokiej równej 22 890 ton angielskich (ts). Wartości wyporności lekkiej i pełnej wynosiły odpowiednio 18 480 oraz 19 513 ts. Wysokość metacentryczna byłą równa 1,14 m przy wyporności pełnej oraz 1,62 m przy wyporności głębokiej. Napęd okrętu stanowiły cztery zespoły turbin parowych typu Brown-Curtis, każdy składający się z turbiny wysokiego i niskiego ciśnienia oraz turbiny biegu wstecznego, poruszające za pośrednictwem jednostopniowych przekładni redukcyjnych czterema wałami napędowymi ze śrubami o średnicy 3,5 m. „Furious” i dwa pozostałe krążowniki typu Courageous były pierwszymi tak dużymi okrętami Royal Navy, wyposażonymi w turbiny z przekładniami. Projektanci, dla zaoszczędzenia czasu, użyli podwojonego układu turbin i przekładni zainstalowanych na krążowniku lekkim „Champion”, który jako jeden z dwóch pierwszych brytyjskich okrętów otrzymał ten rodzaj napędu. Parę do turbin dostarczało 18 kotłów wodnorurkowych typu Yarrow, z opłomkami o małym przekroju, o ciśnieniu roboczym 235 psi. Przy projektowanej mocy siłowni 90 000 shp, okręt miał osiągać prędkość maksymalną 31,5 węzła. Normalny zapas paliwa wynosił 750 ton, maksymalny 3160 ton. Przy pełnych zbiornikach krążownik miał zasięg oceniany na 6000 mil morskich przy prędkości 20 węzłów i 11 000 mil morskich przy prędkości ekonomicznej 11 węzłów. Ze względu na okres wojny „Furious” nigdy nie przeszedł oficjalnych prób morskich, jedynie z inicjatywy stoczni przeprowadzono kilka rejsów pomiarowych. Ich nieoficjalne wyniki zostały opublikowane między innymi w roczniku Jane’s Fighting Ships 1919, według którego siłownia okrętu osiągnęła moc na wałach 90 820 shp, dającą prędkość maksymalną około 30 węzłów.

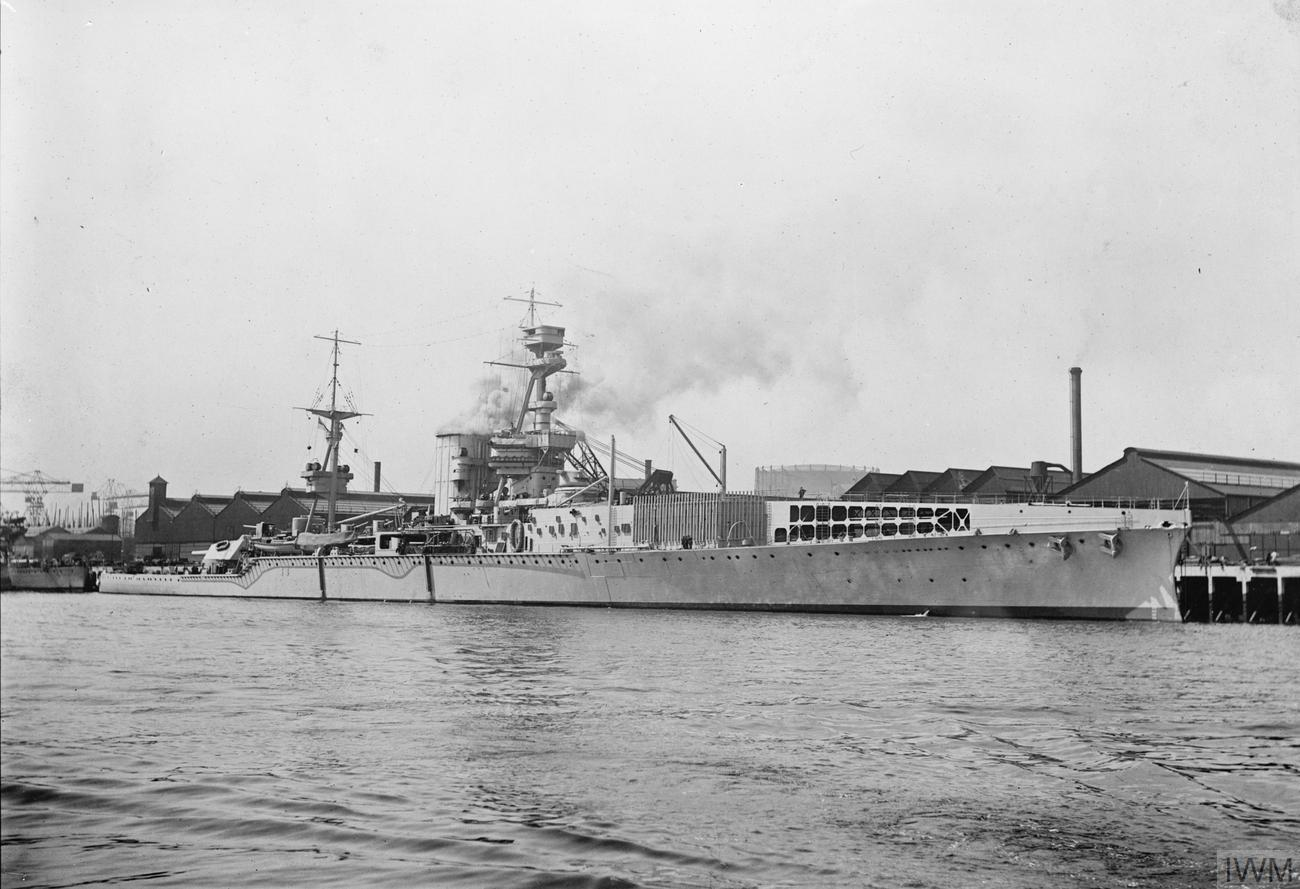
„Furious” po ukończeniu, z pokładem lotniczym na dziobie

Projektowanym głównym uzbrojeniem artyleryjskim krążownika miały być dwie armaty BL 18 inch Mark I, kalibru 457 mm, do czasu wybudowania japońskich pancerników typu Yamato najpotężniejsze działa zainstalowane na pokładzie okrętu. Zaprojektowane specjalnie dla „Furiousa” jako powiększona wersja 381-milimetrowej BL 15-inch Mk I, zostały wybudowane w liczbie zaledwie trzech sztuk: dwóch dla okrętu i zapasowej. Przy lufie długości 40 kalibrów mogła wystrzeliwać pocisk o masie 1506 kg z prędkością wylotową 683 m/s przy normalnym ładunku i 783 m/s przy ładunku wzmocnionym. Maksymalna donośność przy ładunku wzmocnionym i kącie podniesienia 30° wynosiła 32 000 m, szybkostrzelność jeden strzał na minutę. Armaty miały być umieszczone w dwóch jednodziałowych, napędzanych hydraulicznie wieżach Mark I, z których jedna („A”) miała znajdować się na dziobie, druga („Y”) na rufie. Działo miało masę 148 ton, zaś wieża 840 ton metrycznych. Ponieważ była to broń eksperymentalna, na wypadek niepowodzenia barbety wież zaprojektowano w taki sposób, by możliwe było osadzenie w nich dwudziałowych wież armat 15-calowych, takich jak na półsiostrzanych jednostkach.
Artylerię średniego kalibru stanowiło 11 dział BL 5.5 inch Mk I, nietypowego kalibru 140 mm. Armaty te były pierwotnie zaprojektowane dla lekkich krążowników zamówionych przez rząd Grecji, a podczas I wojny światowej wcielonych do floty brytyjskiej jako „Chester” i „Birkenhead”. Zostały także zainstalowane na kilku dalszych jednostkach. Za ich zaletę uważano mniejszą masę naboju od armat kalibru 152 mm, co było ważne przy ręcznym ładowaniu. Wystrzeliwały one pociski przeciwpancerne lub burzące o masie 37,19 kg na maksymalną odległość 16 250 m przy prędkości początkowej 850 m/s i kącie podniesienia do 30°. Masa pojedynczego stanowiska wraz z maską ochronną działa wynosiła 18 878 kg. Pierwotne uzbrojenie przeciwlotnicze składało się z dwóch dział QF 3 inch 20 cwt kal. 76 mm, zamontowanych przed kominem. „Furious” był także wyposażony w dwie podwodne wyrzutnie torped kal. 533 mm zainstalowane przed barbetą wieży dziobowej, z zapasem 10 torped. W chwili wejścia do służby krążownik posiadał tory minowe na rufie, lecz nigdy nie zaokrętowano na niego min morskich.
Jeszcze w trakcie budowy, przed zainstalowaniem dziobowej wieży artyleryjskiej, okręt został zmodyfikowany przez zabudowanie w jej miejsce hangaru mogącego pomieścić osiem do dziesięciu samolotów oraz opadającego lekko w dół w kierunku dziobu pokładu startowego o długości 69,5 m (228 stóp) i maksymalnej szerokości 15,24 m (50 stóp). Ponadto dodano warsztat i skład paliwa lotniczego o pojemności sześciuset beczek dwugalonowych, a komorę amunicyjną przekształcono w magazyn bomb lotniczych. Wodnosamoloty pływkowe, takie jak Short Type 184, mogły startować z pokładu przy użyciu pomocniczego, czterokołowego wózka poruszającego się wzdłuż prowadnicy, umieszczonej w osi symetrii kadłuba. Samoloty były podnoszone z hangaru przy pomocy dwóch bomów ładunkowych i windy elektrycznej. Na okręcie nie przewidziano początkowo lądowań samolotów, maszyny z podwoziem kołowym miały po wykonaniu zadania odlecieć do baz na lądzie lub wodować przy burcie za cenę ich utraty, wodnosamoloty wodować obok innych, przystosowanych do ich podnoszenia z wody jednostek. W listopadzie 1917 roku „Furious” powrócił do stoczni, gdzie zainstalowano mu drugi pokład, do lądowań, w miejscu zdjętej rufowej wieży artyleryjskiej. Także pod nim znajdował się hangar, połączony z pokładem windą o udźwigu 3 ton. Nadbudówki i kominy okrętu pozostały niezmienione, poza dodanymi na obu burtach wąskimi rampami łączącymi przedni i tylny pokład lotniczy. Na nowym pokładzie zainstalowano system wzdłużnych i poprzecznych lin hamujących, mających za zadanie wychwytywać lądujące samoloty. Jednak jako całość rufowy pokład okazał się rozwiązaniem nieudanym: turbulencje powodowane samymi kominami, gorącymi spalinami z kominów oraz nadbudówkami były tak silne, że znacząco utrudniały lądowania lekkich maszyn. Dwa z dział 18-calowych (dziobowe i rezerwowe) zostały w 1918 roku zainstalowane na monitorach typu Lord Clive – „General Wolfe” i „Lord Clive”, trzecie miało trafić na monitor „Prince Eugene”, lecz po zakończeniu wojny zostało przewiezione na poligon artyleryjski w Siloth gdzie, z nową tubą rdzeniową zmieniającą jego kaliber na 406 mm służyło do badań nad nowymi ciężkimi działami morskimi. Dodatkowo uzbrojenie okrętu uzupełniono o cztery potrójne nadwodne zespoły wyrzutni torpedowych kal. 533 mm. Artyleria średniego kalibru i przeciwlotnicza pozostały bez zmian.
Do kierowania ogniem artyleryjskim służyły dwa dalmierze o bazie 15 stóp (4,57 m), umieszczone na wieży artylerii głównej oraz dachu pancernego stanowiska dowodzenia; dwa o bazie 9 stóp (2,74 m), na rufowym stanowisku kierowania strzelaniami torpedowymi oraz stanowisku kierowania ogniem na przednim maszcie i jeden dwumetrowy dla artylerii przeciwlotniczej, na nadbudówce dziobowej.
Okręt przy swojej wielkości był bardzo słabo opancerzony. Burty chronił pas pancerny składający się z 51 mm (2 cale) wysokowytrzymałej stali osadzonej na 25 mm (jednocalowym) poszyciu, rozciągający się pomiędzy skrajami barbet wież artyleryjskich. Same barbety miały grubość zróżnicowaną od 178 do 102 mm. Obszar chroniony pasem burtowym był zamknięty od dziobu i rufy poprzecznymi grodziami pancernymi grubości odpowiednio 127 i 102 mm (5 i 4 cali). Komory amunicyjne były dodatkowo chronione pokładem pancernym grubości 51 mm, maszynka sterowa płytami poziomymi grubości 76 mm (3 cali). Płyty czołowa i boczne wież artyleryjskich miały 229 mm, tylna 208 mm, dach 127 mm. Ściany pancernej wieży dowodzenia były grube na 254 mm (10 cali). Ochronę podwodnej części kadłuba zapewniały integralne bąble przeciwtorpedowe i przylegające do nich ciągłe grodzie przeciwtorpedowe grubości 38 mm.
Załoga okrętu po wejściu do służby liczyła 880 osób, w tym 84 członków personelu lotniczego.

## Pierwsze lądowania samolotów. I wojna światowa

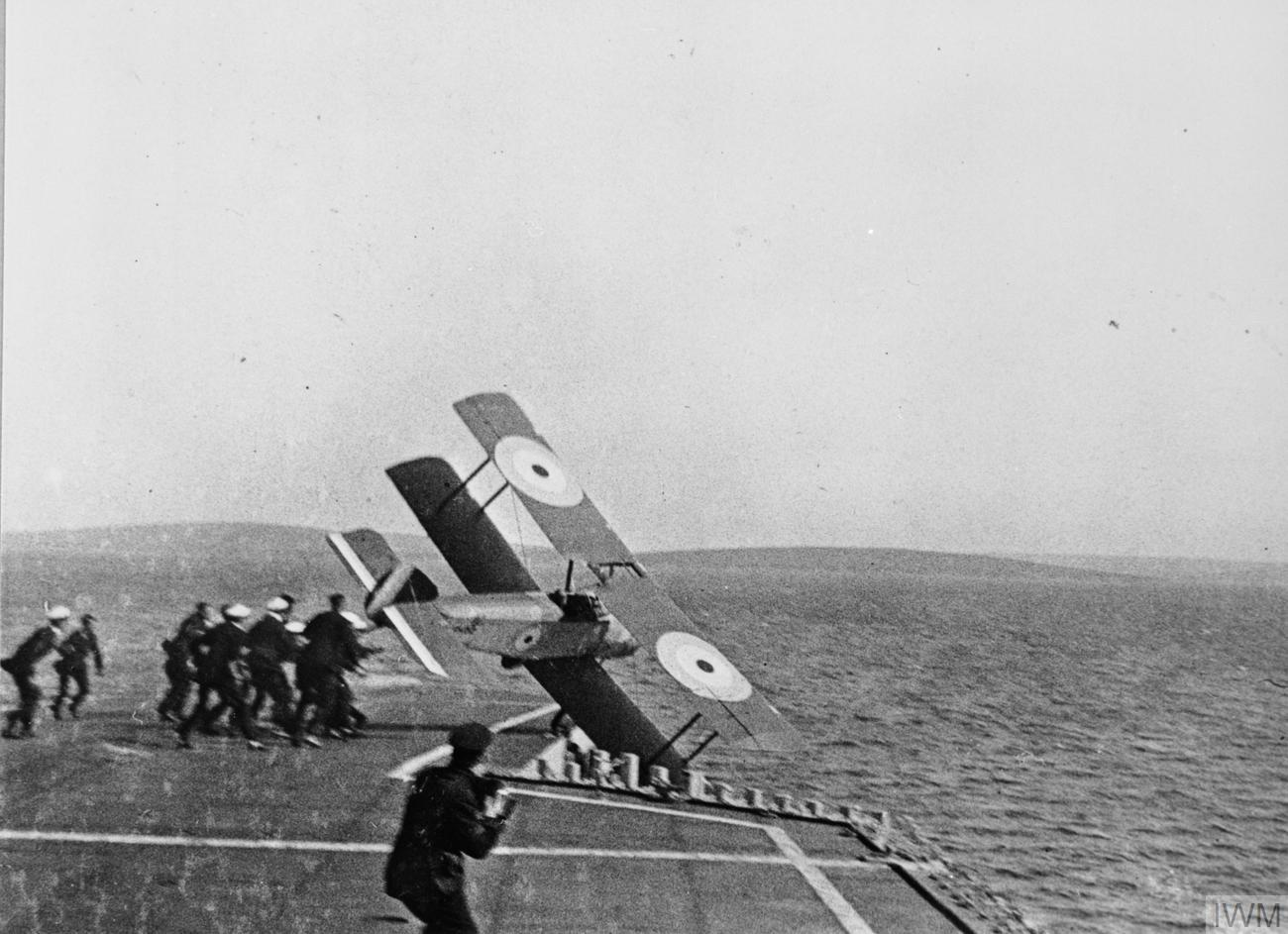
Samolot Dunninga spada do morza, 7 sierpnia 1917

4 lipca 1917 roku „Furious” rozpoczął swoje działania w składzie Grand Fleet. Jego pierwsza grupa lotnicza składała się z pięciu samolotów Sopwith Pup i trzech wodnosamolotów Short 184. W ciągu kolejnych tygodni przeprowadzono na nim szereg udanych prób startów. 2 sierpnia 1917 roku dowódca grupy lotniczej, Squadron Commander (odpowiednik komandora) Edwin H. Dunning, przeprowadził udaną próbę lądowania samolotem Sopwith Pup (jak się powszechnie uważa o numerze ogonowym N6453), zostając w ten sposób pierwszą osobą, która wylądowała samolotem na poruszającej się jednostce pływającej. Aby znaleźć się nad pokładem dziobowym płynącego szybko pod wiatr krążownika, musiał wykonać ryzykowny manewr skrętu na wysokości nadbudówki, po czym przy niemal równych prędkościach samolotu i okrętu został ściągnięty na pokład siłami personelu pokładowego (samolot miał w tym celu zamontowane specjalne uchwyty). 7 sierpnia, podczas trzeciej próby takiego lądowania, silnik jego maszyny (tym razem o numerze ogonowym N6452) zgasł, gdy znalazł się nad pokładem i samolot zepchnięty podmuchem wiatru wpadł do morza, uderzając w locie o prawą burtę. Dunning poniósł śmierć w wodzie.
Równolegle prowadzono próbne strzelania artyleryjskie, które wykazały kompletną nieprzydatność pojedynczej armaty 18-calowej do zwalczania celów morskich. Na przełomie sierpnia i września 1917 roku „Furious” odbył kilka patroli na Morzu Północnym. 16 października został po raz kolejny wysłany w morze w poszukiwaniu dwóch niemieckich krążowników lekkich „Brummer” i „Bremse”, które dzień wcześniej opuściły kotwicowisko floty, rozpoczynając rajd przeciwko brytyjskiemu konwojowi z rudą żelaza, płynącego z Bergen do Lerwick. Pomimo szeroko zakrojonej akcji (do „Furiousa” dołączyły następnego dnia także „Courageous” i „Glorious”, ponadto dowodzący Grand Fleet admirał David Beatty nakazał wyjście w morze większości lekkich jednostek, którymi dysponował), niemieckie krążowniki przemknęły się pomiędzy patrolującymi grupami brytyjskich okrętów i 17 października przechwyciły konwój, topiąc dziewięć z dwunastu jego statków oraz dwa broniące go niszczyciele: „Mary Rose” i „Strongbow”. Następnie niemieckie okręty uszły poszukującym ich Brytyjczykom i bezpiecznie powróciły do portu.
Już 18 września komisja ekspertów pod przewodnictwem kontradmirała Richarda F. Phillimore’a, obradująca na pokładzie „Furiousa”, zarekomendowała Admiralicji konieczność wycofania go z linii i zainstalowania pokładu do lądowań na rufie. Okręt trafił do stoczni Armstronga 14 listopada 1917 roku, a powrócił do służby 15 marca 1918 roku, już bez armaty 18-calowej i z dwoma pokładami lotniczymi. Został okrętem flagowym kontradmirała Phillimore’a, dowodzącego siłami lotniczymi Grand Fleet, zaś dowódcą jego grupy lotniczej był wówczas Frederick J. Rutland. Prowadzone od marca do czerwca próby lądowań wykazały, że są one bardzo utrudnione przez turbulencje powietrza wytworzone bryłami nadbudówek i komina oraz gorącymi gazami spalinowymi. Mimo to okręt był wykorzystywany w patrolach przeciwko niemieckim sterowcom i samolotom operującym nad Morzem Północnym. Ogółem do zakończenia działań wojennych spędził 72 dni w morzu, a zebrane doświadczenia zostały wykorzystane przy budowie lotniskowca „Argus”.
17 czerwca „Furious” był dwukrotnie nieskutecznie atakowany bombami przez niemieckie wodnosamoloty. Startujące z jego pokładu myśliwce Sopwith Camel zestrzeliły co prawda jedną z maszyn, lecz za cenę czterech własnych, które mając kłopot z lądowaniem, wodowały w pobliżu własnego okrętu i utonęły oraz piątej, pochodzącej z krążownika „Galatea”, która przymusowo lądowała w Danii. 17 lipca okręt wypłynął w eskorcie lekkich jednostek w kierunku wybrzeży Jutlandii. Dwa dni później z jego pokładu wystartowało w dwóch rzutach siedem samolotów Camel, każdy uzbrojony w dwie 50-funtowe bomby. Ich celem była baza niemieckich sterowców w Tondern. Wykorzystując atut zaskoczenia samoloty zbombardowały hangary, niszcząc jeden z nich z dwoma Zeppelinami (L54 i L60) wewnątrz oraz uszkadzając dwa kolejne. Z siedmiu samolotów jeden zaginął bez wieści, trzy wodowały w morzu w pobliżu własnych okrętów, a trzy ostatnie wylądowały w neutralnej Danii i zostały internowane. Operacja F7 była pierwszym w historii atakiem lotnictwa pokładowego na cel lądowy.
1 sierpnia płynący z eskortą „Furious” był nieskutecznie atakowany przez U-Booty. Od października, gdy do Grand Fleet dołączył lotniskowiec „Argus” z ciągłym pokładem lotniczym, jego rola zmalała i definitywnie zaprzestano niebezpiecznych lądowań. 21 listopada, dziesięć dni po zawieszeniu broni, przyjmował poddającą się flotę niemiecką i uczestniczył w jej eskortowaniu do Rosyth.

## Przebudowa na lotniskowiec
Po zakończeniu działań wojennych „Furious” wszedł w skład Floty Atlantyckiej i pozostawał w niej przez kolejnych 12 miesięcy. W tym czasie operował również na Bałtyku, w ramach sił interwencyjnych ententy. W okresie niepokojów wśród marynarzy jego załoga zachowała dyscyplinę. 21 listopada 1919 roku został przesunięty do rezerwy. Już od połowy 1918 roku prowadzono prace studialne nad projektem przebudowy krążownika na pełnowartościowy lotniskowiec z gładkim pokładem startowym, na wzór „Argusa”, jednak na fali powojennego pacyfizmu i ograniczenia wydatków zbrojeniowych odsuwano termin rozpoczęcia prac stoczniowych. Dopiero 20 lipca 1920 roku Admiralicja zleciła przygotowanie projektu przebudowy. Był on gotowy po trzech tygodniach i preliminowany w budżecie na rok 1921. Projekt bazował na doświadczeniach zebranych z użytkowania dwóch pierwszych brytyjskich lotniskowców: „Argusa” i „Eagle”, chociaż doświadczenia te nie były zbyt bogate: „Argus” był mniej niż trzy lata w służbie, a „Eagle” przeprowadził jedynie 143 lądowania na pokładzie w czasie swoich wstępnych prób morskich w 1920 roku.
W pierwszej połowie 1921 roku w stoczni marynarki w Rosyth usunięto z okrętu nadbudówki, kominy oraz burty do wysokości pokładu głównego. Główne prace miała jednak wykonać stocznia w Devonport. Na czas holowania kadłuba, którego strukturalna wytrzymałość uległa osłabieniu wskutek wykonanych robót, przywrócono sprawność jednej z kotłowni, ustawiono prowizoryczny komin i sterówkę. Ostatecznie holowanie odbyło się, bez przeszkód, w czerwcu 1922 roku. Prace stoczniowe o olbrzymim zakresie, który nie objął jedynie siłowni okrętowej, trwały aż do połowy 1925 roku. Ostatecznie „Furious” powrócił w skład Royal Navy 1 września tegoż roku.

### Charakterystyka ogólna

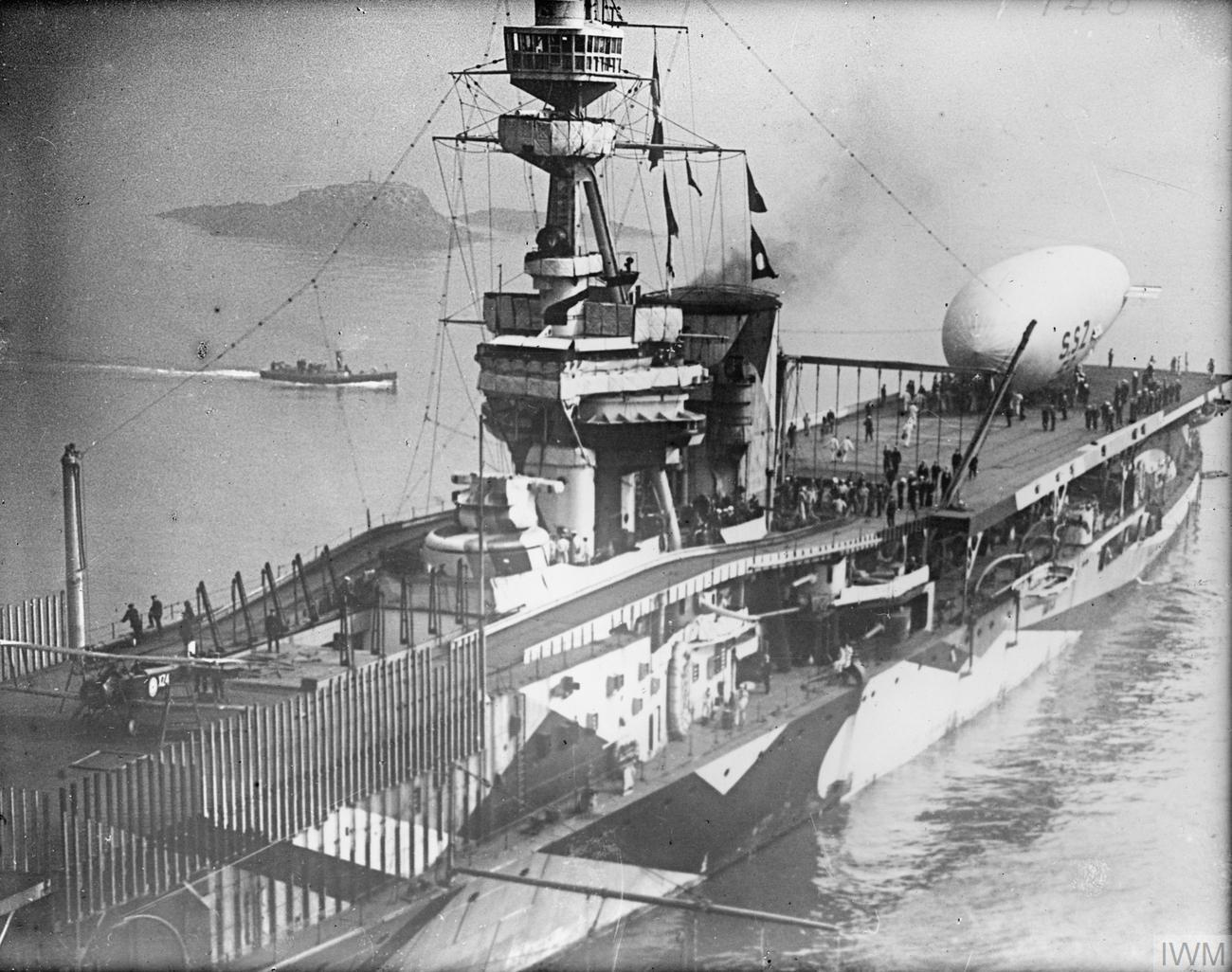
„Furious” wkrótce po przebudowie. Na pokładzie widoczny sterowiec typu SSZ.

Długość okrętu nie zmieniła się, ale jego szerokość maksymalna zwiększyła się do 32,61 m (po pokładzie lotniczym, szerokość kadłuba w związku z przekonstruowaniem bąbli przeciwtorpedowych wzrosła do 27,35 m) a średnie zanurzenie wynosiło 8,31 m. Według pomiarów z 1928 roku wyporność standardowa wyniosła 22 450 ts, głęboka 26 500 ts. Wysokość metacentryczna przy wyporności głębokiej wyniosła 1,1 m. Nadbudówka, maszty, kominy i pokład służący dotychczas do lądowania zostały usunięte. Okręt otrzymał pokład lotniczy o rozmiarach 175,6 na 28,04 m. Jego kształt był zaprojektowany na podstawie testów w tunelu aerodynamicznym przeprowadzonych w National Physical Laboratory. Ich wyniki pokazały, że najkorzystniejszym kształtem części dziobowej będzie półokrąg o zaoblonych dla zminimalizowania turbulencji brzegach. W tylnej części pokład opadał w dół w kierunku rufy, co miało ułatwić przyziemienie samolotów w warunkach dużego falowania. Lotniskowiec został wyposażony w system lin, których głównym zadaniem było utrzymanie samolotów na pasie i zapobieżenie spadnięciu ich do morza. Liny te zdjęto po okresie prób w 1927 roku. „Furious” był lotniskowcem gładkopokładowym, pozbawionym nadbudówek dla zminimalizowania turbulencji. Zamiast tego był wyposażony w wysuwaną kabinę nawigacyjną na przedniej krawędzi górnego pokładu lotniczego, wpuszczaną w dół na czas prowadzenia operacji lotniczych oraz dwie stałe, niewielkie nadbudówki w przednich rogach górnego pokładu lotniczego, z których jedna służyła jako sterówka, a druga jako stanowisko kontroli operacji lotniczych.
Pod pokładem lotniczym zabudowano dwupoziomowy hangar; każdy poziom miał wysokość 4,57 m. Górny hangar miał wymiary 162 na 15,2 m, dolny 168 na 10,7 – 15,2 m. Każdy hangar mógł być podzielony na sekcje przy pomocy elektrycznie opuszczanych stalowych żaluzji. Górny hangar był połączony dwuskrzydłowymi drzwiami z pierwotnym pokładem startowym, który pozostawiono na miejscu. Pozwalało to okrętowi jednocześnie przyjmować samoloty na głównym pokładzie lotniczym, podczas gdy inne mogły startować z dolnego pokładu. Można było także wysyłać jednocześnie samoloty z obu pokładów, co zwiększało szybkość startu formacji samolotów. Z kolei dolny hangar miał w tylnej ścianie podnoszone stalowe drzwi prowadzące na pokład rufowy, służący do obsługi wodnosamolotów. Hangary były połączone z pokładem lotniczym dwoma podnośnikami o kształtach przypominających krzyż, pozwalających na transport samolotów o rozmiarach maksymalnie do 14,3 na 14 m. Na pokładzie znajdowały się dwa podręczne zbiorniki paliwa lotniczego i dla łodzi okrętowych o pojemności po 2700 l. Główne zbiorniki benzyny lotniczej w kadłubie miały pojemność 91 000 l. Nadbudowa pokładu lotniczego spowodowała powiększenie bryły kadłuba. Wymusiło to na budowniczych zainstalowanie nowych, bardziej wytrzymałych kotwic, łańcuchów i wind kotwicznych.
Siłownia okrętowa, podobnie jak opancerzenie kadłuba, pozostała bez zmian. Przebudowie uległy jednak przewody kominowe, ciągnące się od pomieszczenia kotłowni na śródokręciu do wylotów na burtach na rufie i pomocniczych wylotów w tylnych rogach głównego pokładu startowego. Ciągnące się wzdłuż hangarów przewody powodowały wiele kłopotów eksploatacyjnych, z których najpoważniejszymi były: nagrzewanie się ścian hangarów oraz zasysanie dymu do wnętrza. Wyloty usytuowane na rufie także okazały się niefortunnym rozwiązaniem, powodującym okresowe zadymianie pokładu lotniczego. Aby ograniczyć nagrzewanie się pokładów hangarowych, jeszcze podczas prób usunięto zewnętrzne blach poszycia na burtach na wysokości przewodów kominowych, co poprawiło ich wentylację. Podczas prób morskich 3 kwietnia 1925 roku uzyskano prędkość maksymalną 30,03 węzła przy mocy na wałach 90 895 shp. Dzięki zwiększonemu o 700 ton zapasowi paliwa zasięg okrętu wzrósł do 5300 mil morskich przy prędkości 16 węzłów.
Według etatu na 1932 roku załoga lotniskowca liczyła 738 marynarzy oraz 486 członków obsługi grupy lotniczej i personelu latającego.

### Uzbrojenie
Lotniskowiec zatrzymał dziesięć z początkowych jedenastu dział kal. 140 mm, usytuowanych po pięć na burcie na sponsonach na wysokości pokładu dziobowego. Nowym uzbrojeniem przeciwlotniczym było sześć dział QF 4 inch Mk V kal. 102 mm, z których cztery zainstalowano na dolnym pokładzie startowym a dwa pozostałe na pokładzie rufówki. Działa z pokładu startowego zostały usunięte na okres prób w latach 1926–1927, po których zamontowano ponownie jedynie dwa z nich. Także w 1927 roku okręt dozbrojono w cztery pojedyncze armaty automatyczne QF 2 pdr Mk VIII, tzw. pom-pomy, cztery karabiny maszynowe Maxim i dziesięć Lewis (liczba tych ostatnich wzrosła wkrótce do 42). W okresie 1930–1932 na dolnym pokładzie startowym ustawiono, w miejsce dział 102 mm, dwie ośmiolufowe podstawy pom-pomów. Do kierowania ogniem dział 140 i 102 mm służyły dwie centrale artyleryjskie z dalocelownikami, usytuowane na burtach poniżej pokładu lotniczego w dziobowej części okrętu. Dane do strzelań przeliczane były przez kalkulator artyleryjski Dreyera, zabudowany w głębi kadłuba.
Od 1936 roku sukcesywnie przezbrajano lotniskowiec w zunifikowaną i centralnie kierowaną artylerię przeciwlotniczą. Działa kal. 140 i 102 mm zostały zastąpione przez sześć zdwojonych stanowisk Mk XIX dla dział QF HA 4 inch Mk XVI kal. 102 mm. Jedno ustawiono na dolnym pokładzie startowym (który od 1938 roku był już wyłączony z użytkowania a drzwi nań prowadzące zabudowane), drugie na pokładzie rufowym, cztery pozostałe na sponsonach na burtach w rufowej części okrętu. Ponadto okręt dysponował czterema ośmiolufowymi podstawami dział 2-funtowych (pom-pomów), dwoma na pokładzie dziobowym i dwoma na pokładzie lotniczym oraz dwoma poczwórnymi zestawami wielkokalibrowych karabinów maszynowych Vickers kal. 12,7 mm. Do kierowania ogniem przeciwlotniczym dział 102 mm służyły dwa systemy HACS (High Angle Control System), z których jeden znajdował się na nowo nadbudowanej niewielkiej wyspie na pokładzie lotniczym (poza tym mieściła ona centralę kierowania ogniem przeciwlotniczym oraz magazyny amunicji), zaś drugi na dolnym pokładzie startowym. Dwa dalocelowniki dla pom-pomów zamontowano w dziobowej i rufowej części wyspy. Na przełomie lat 1941–1942, podczas remontu w Stanach Zjednoczonych, „Furious” otrzymał w miejsce karabinów Vickersa automatyczne działa przeciwlotnicze Oerlikon kal. 20 mm, których liczba stopniowo wzrastała do maksymalnie 22 w 1944 roku.
Wyposażenie radarowe okrętu obejmowało od 1942 roku radar artyleryjski typu 285 i radar przeszukiwania przestrzeni powietrznej typu 290, od końca 1943 roku uzupełnione radarem artyleryjskim typu 281. Do naprowadzania samolotów służyło ustawione na szczycie nadbudówki urządzenie (homing beacon) typu 72 AX.2.

### Grupa lotnicza
Nominalna liczba zabieranych przez „Furiousa” samolotów wynosiła 36, rzeczywista zmieniała się w czasie oscylując około 30, wraz ze zmianami masy i rozmiarów nowych typów maszyn. W latach 20. na grupę lotniczą składały się zwykle jedna eskadra myśliwców Fairey Flycatcher, dwie eskadry samolotów rozpoznawczych Blackburn Blackburn lub Avro Bison, jedna samolotów Fairey IIID oraz dwie bombowców torpedowych Blackburn Dart. Od 1933 do końca 1938 roku na lotniskowcu bazował 801 dywizjon, który początkowo składał się z sześciu samolotów Hawker Nimrod i trzech Flycatcher. Myśliwce Hawker Osprey zastąpiły Flycatchery na początku 1934 roku, a Nimrody zostały wycofane w październiku 1936 roku. Dywizjony 822 i 811 zostały zaokrętowane odpowiednio w 1927 i 1929 roku do pełnienia misji zwiadowczych i przeciwokrętowych. Latały one na bombowcach torpedowych Blackburn Ripon, Blackburn Baffin i Fairey Swordfish oraz na samolotach rozpoznawczych Fairey IIIF, Fairey Seal i Blackburn Shark. Jako okręt treningowy do szkolenia w lądowaniu na lotniskowcu w 1939 roku „Furious” zaokrętował 767 dywizjon, latający na samolotach Shark, Swordfish i Fairey Albacore oraz 769 dywizjon, latający na myśliwcach Blackburn Skua, Blackburn Roc i Gloster Sea Gladiator. Podczas kryzysu monachijskiego we wrześniu 1938 roku powrócił do pierwszej linii, z 801, 821 i 822 dywizjonami FAA na pokładzie.
801 dywizjon został ponownie zaokrętowany na lotniskowiec w październiku 1939 roku, po przezbrojeniu w samoloty Blackburn Skua. Ponadto przydzielony wówczas do Home Fleet w zastępstwie zatopionego „Courageousa”, „Furious” dysponował dziewięcioma Swordfishami z 816 dywizjonu oraz kolejnymi trzema z 818 dywizjonu. W grudniu 1939 roku wyokrętowano samoloty 801 dywizjonu. Po agresji niemieckiej na Norwegię, „Furious” dołączył 10 kwietnia 1940 roku do Home Fleet, mając na pokładzie jedynie 18 samolotów Swordfish z dywizjonów 816 i 818. W maju dysponował sześcioma myśliwcami Sea Gladiator z 804 dywizjonu i dziewięcioma Swordfishami z 816 dywizjonu. Skuy 801 dywizjonu powróciły jeszcze na lotniskowiec, służąc okresowo do 1941 roku.
W czasie rejsu z transportem złota do Kanady w czerwcu 1940 roku jedyną osłonę lotniskowca stanowiła połowa stanu Swordfishy 816 dywizjonu. W pierwszych miesiącach 1941 roku, w czasie rejsów transportowych do Afryki Zachodniej, na jego pokładzie stacjonowało 12 myśliwców Fairey Fulmar z 807 dywizjonu i sześć Swordfishy z 825 dywizjonu. W lipcu 1941 roku, podczas ataku na porty w północnej Skandynawii, grupa lotnicza „Furiousa” składała się z dziewięciu Fulmarów 800 dywizjonu, czterech Sea Hurricane’ów klucza A z 880 dywizjonu, dziewięciu Swordfishy z 812 dywizjonu i dziewięiu Albacore z 817 dywizjonu.
W trakcie operacji Torch na lotniskowcu stacjonowało dwanaście Supermarine Seafire Mk IB z 801 dywizjonu, kolejne dwanaście Seafire Mk IIC z 807 dywizjonu i dziewięć Albacore z 822 dywizjonu. W atakach na niemiecką żeglugę w pobliżu norweskiego wybrzeża w lutym 1944 roku uczestniczyły samoloty Seafire Mk IB z 801 dywizjonu oraz bombowce torpedowe Fairey Barracuda z dywizjonów 827 i 830. W okresie przygotowań do operacji Tungsten – ataku na pancernik „Tirpitz” – na „Furious” przydzielono 831 dywizjon samolotów Barracuda w miejsce 827, tak by eskadry, które były szkolone razem, wzięły wspólny udział w akcji. Dla ułatwienia startu obciążonych bombowców w dziobowej części pokładu lotniczego zainstalowano drewnianą rampę. Osłonę myśliwską stanowiły wówczas dywizjony 880 z ośmioma Seafire Mk IIC i 801 z sześcioma Seafire Mk IB. Podczas operacji Goodwood „Furious” przewoził dwanaście samolotów Seafire Mk III z 801 dywizjonu, kolejne dwanaście Seafire Mk IIC z 880 dywizjonu i dziewięć Barracuda z 827 dywizjonu.
Przejściowo na „Furiousie” bazowały także samoloty myśliwskie Grumman Martlet z 881 dywizjonu (w 1943 roku) oraz Grumman Hellcat z 1840 dywizjonu (w 1944 roku).

## Służba w okresie międzywojennym

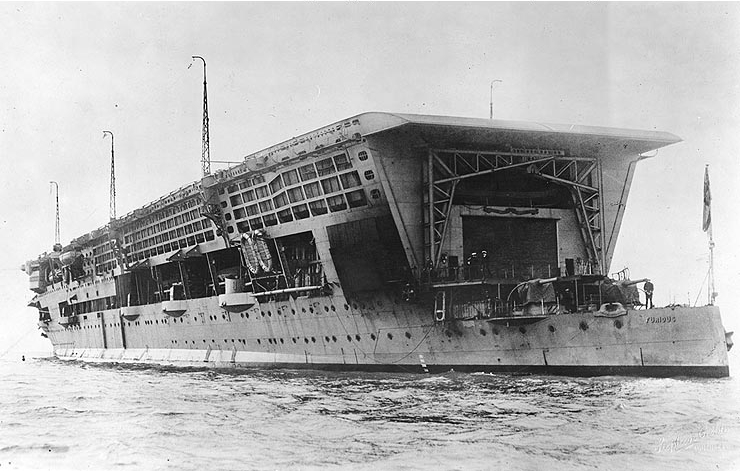
Rufa „Furiousa” w 1925, krótko po przebudowie

Pierwszym dowódcą „Furiousa” po jego powrocie do czynnej służby został komandor J.L. Pearson, który od 1923 roku nadzorował przebudowę i pod którego komendą okręt odbył także próby morskie. Od września 1925 roku lotniskowiec wchodził w skład Floty Atlantyckiej, w której zastąpił odstawionego do rezerwy „Argusa”. Przez kilka kolejnych lat „Furious” służył przede wszystkim jako platforma testowa dla różnych typów samolotów będących na stanie Fleet Air Arm (FAA). Odbywano na nim między innymi próby startów i lądowań wodnosamolotów pływakowych Fairey IIID i Fairey Flycatcher. Dla ułatwienia ich startów pokład lotniczy pokrywano wazeliną techniczną. Ponadto prowadzono testy samolotów z podwoziem płozowym oraz specjalnych wózków pod płozy i pływaki. 6 maja 1926 roku wykonano samolotem Blackburn Dart pierwsze w historii FAA nocne lądowanie na lotniskowcu. W trakcie testów na pokładzie pozostawały jeszcze liny do lądowania, usunięte ostatecznie w 1927 roku, kiedy rolę zabezpieczenia przed spadnięciem samolotu za burtę zaczęły pełnić specjalne podnoszone palisady wzdłuż krawędzi pokładu lotniczego. W kolejnych latach okręt pełnił zwykłą pokojową służbę na Atlantyku i wodach ojczystych, przerywaną co roku rejsem na wiosenne ćwiczenia na Morzu Śródziemnym.
„Furious” pozostawał w składzie Floty Atlantyckiej do 1 lipca 1930 roku (w tym czasie jego dowódcami byli kolejno komandorzy: J.L. Pearson, Reginald G.H. Henderson oraz Alexander R.M. Ramsay), kiedy został przeniesiony do rezerwy w związku z przygotowaniem do połączonego z modernizacją remontu przeprowadzonego w stoczni marynarki w Devonport. Remont trwał od września 1930 do lutego 1932 (lub października 1931) roku. W jego trakcie dokonano przede wszystkim wymiany opłomek w kotłach i łopatek turbin parowych, zmieniono konfigurację uzbrojenia przeciwlotniczego, zainstalowano zraszacze w hangarach i podwyższono pokład rufówki o jeden poziom. Na próbach morskich po zakończeniu remontu, 16 lutego 1932 roku okręt osiągnął prędkość maksymalną 28,8 węzła przy mocy na wałach 89 745 shp.
Lotniskowiec powrócił do służby, ze zredukowaną załogą, w maju 1932 roku, w składzie Home Fleet. Jego dowódcą został komandor C.F.S. Danby. Pełną załogę miał w listopadzie. Służył w Home Fleet już do wybuchu II wojny światowej, z przerwą na pobyt we Flocie Śródziemnomorskiej od maja do października 1934 roku. 20 maja 1937 roku uczestniczył w rewii koronacyjnej Jerzego VI na redzie Spithead. W tym samym roku powrócił do roli platformy testowej dla szkoleń w lądowaniu. Pomiędzy grudniem 1937 a majem 1938 roku przebywał na przebudowie w stoczni w Devonport, wówczas ostatecznie zrezygnowano z użycia dolnego pokładu startowego, podnosząc go dla ochrony przed falami i instalując na nim uzbrojenie przeciwlotnicze. Podczas kryzysu monachijskiego we wrześniu 1938 roku powrócił do linii, dołączając do floty w Scapa Flow. W drodze zderzył się w gęstej mgle z niszczycielem „Encounter”, odnosząc niewielkie uszkodzenia. Po uspokojeniu sytuacji międzynarodowej powrócił do Rosyth ze zdemobilizowanymi rezerwistami i podjął na nowo rejsy treningowe. Na przełomie lat 1938–1939 przeszedł kolejną modyfikację, podczas której między innymi wymieniono i ujednolicono uzbrojenie przeciwlotnicze oraz przyrządy kierowania ogniem. Po powrocie do służby kontynuował zadania treningowe aż do rozpoczęcia działań wojennych.

## II wojna światowa
Do 2 października 1939 roku „Furious” kontynuował rejsy treningowe, łącząc je z patrolami przeciwpodwodnymi u wschodnich wybrzeży Szkocji. Operował wspólnie z krążownikiem liniowym „Repulse”. 22 września jeden z jego samolotów pokładowych nieskutecznie atakował wykrytego U-Boota. Po zatopieniu „Courageousa” został w jego zastępstwie przydzielony do Home Fleet. W dniach 8–11 października uczestniczył w wypadzie okrętów Home Fleet w kierunku południowej Norwegii, po wykryciu na Morzu Północnym silnej formacji okrętów Kriegsmarine z pancernikiem „Gneisenau”. Do spotkania z przeciwnikami nie doszło. Także w październiku patrolował wraz z „Repulse” trasy konwojowe na Atlantyku, chroniąc je przed rajderami. 13 października opuścił, wypływając na kolejny patrol, swoje kotwicowisko w Scapa Flow, zaledwie na dzień przed wdarciem się do bazy niemieckiego U-47 i storpedowaniem przezeń pancernika „Royal Oak”. Od końca miesiąca bazował w Halifaksie w Nowej Szkocji. W listopadzie uczestniczył w poszukiwaniach niemieckich pancerników „Scharnhorst” i „Gneisenau” po zatopieniu przez nie krążownika pomocniczego „Rawalpindi”, w grudniu eskortował konwój TC1 z żołnierzami 1. Kanadyjskiej Dywizji Piechoty przewożonymi do Wielkiej Brytanii. Nocą 17 grudnia w pobliżu wybrzeży Irlandii Północnej trasę konwoju przeciął płynący na zachód liniowiec pasażerski SS „Samaria”. Niezauważony przepłynął przez linię eskortujących niszczycieli, otarł się o prawą burtę lotniskowca, zrywając poziome maszty radiowe, następnie zniszczył pięć łodzi ratunkowych z lewej burty płynącego w konwoju transatlantyku „Aquitania” oraz nieomal zderzył się z trzecią i czwartą jednostką w szyku.
Od września do końca grudnia 1939 roku „Furious” spędził w morzu 71 dni. W styczniu i lutym kontynuował patrole na północnym Atlantyku, w marcu przeszedł remont w stoczni w Devonport. 9 kwietnia 1940 roku, w chwili niemieckiej agresji na Norwegię, był jedynym lotniskowcem pozostającym w natychmiastowej dyspozycji dowództwa Home Fleet. Z nowym dowódcą, komandorem Thomasem H. Troubridge’m, który zastąpił komandora Marshala L. Clarke’a, wyszedł z Clyde, by dołączyć do głównych sił kierujących się ku brzegom Norwegii.

### Kampania norweska
Lotniskowiec dołączył do Home Fleet w pobliżu wybrzeża Norwegii 10 kwietnia. Następnego dnia samoloty torpedowe Fairey Swordfish przeprowadziły niedaleko Trondheim nieskuteczny atak torpedowy na niemiecki niszczyciel lub torpedowiec, uważany za pierwszy na większą skalę atak lotnictwa pokładowego na okręt wojenny. 12 kwietnia Swordfishe zaatakowały niemieckie niszczyciele kotwiczące w Narwiku. Lecące w dwóch falach samoloty (ogółem 12 maszyn z 816 i 818 dywizjonu) uszkodziły kilka przechwyconych przez Niemców norweskich jednostek, za cenę utraty dwóch płatowców zestrzelonych przez artylerię przeciwlotniczą oraz trzeciego przy lądowaniu na pokładzie lotniskowca. Załogi wszystkich zostały uratowane, przez niszczyciel „Punjabi” w Narwiku oraz eskortę „Furiousa”. Następnego dnia ponowiono atak, również nieskutecznie, tracąc kolejne dwie maszyny. 13 kwietnia samoloty pokładowe prowadziły patrole przeciwpodwodne w rejonie fiordów, osłaniając w ten sposób pancernik „Warspite” i niszczyciele podczas drugiej bitwy pod Narwikiem.
14 kwietnia „Furious”, eskortowany przez trzy niszczyciele, opuścił Narwik i popłynął na tankowanie do Tromsø. 15 kwietnia, gdy większość okrętów Home Fleet powróciła do Scapa Flow, dołączył wraz z „Warspite” do pozostających u wybrzeży Norwegii sił morskich admirałów Boyle’a i Whitwortha. Jego samoloty kontynuowały loty patrolowe i rozpoznawcze na rzecz własnych wojsk walczących na lądzie, przeprowadziły także atak na niemieckie Junkers Ju 52, które wylądowały na zamrożonym jeziorze Hartvikvatnet około 16 kilometrów na północny wschód od Narwiku, niszcząc dwa i uszkadzając kilka dalszych. 18 kwietnia okręt został zaatakowany przez pojedynczy niemiecki bombowiec Heinkel He 111 z II./KG 26 lecący na dużej wysokości. Na skutek bliskich wybuchów dwóch ciężkich bomb uszkodzone zostały wały napędowe i lewoburtowa wewnętrzna turbina wysokiego ciśnienia, co spowodowało zmniejszenie prędkości maksymalnej okrętu do 20 węzłów. Pomimo uszkodzeń lotniskowiec pozostał na wodach norweskich i 22 kwietnia przeprowadził akcję przeciwko niemieckim samolotom zaopatrującym walczące w rejonie Narwiku wojska. Jeden brytyjski samolot został zestrzelony, pozostałe miały kłopot z powrotem na pokład z powodu silnych burz śnieżnych na trasie. Dowódca okrętu podjął decyzję o udaniu się do Harstad by sprawdzić uszkodzenia spowodowane bombami. Okazało się, że sytuacja jest gorsza niż sądzono. 25 kwietnia „Furious” otrzymał rozkaz odpłynięcia do Wielkiej Brytanii, zastąpiony w kampanii przez lotniskowce „Ark Royal” i „Glorious”. W ciągu 14 dni jego samoloty pokładowe przeleciały 23 870 mil, zrzucając bomby i torpedy o łącznej masie ponad 15 ton i wykonując 295 fotografii. Dziewięć maszyn zostało uszkodzonych, trzech członków ich załóg zabitych, a dziewięciu dalszych rannych. Z pozostałych Swordfishy jedynie osiem zachowało sprawność operacyjną. Dodatkową zdobyczą „Furiousa” był zatrzymany w morzu przez lotniskowiec niemiecki trawler „Rhein”.
Po krótkim remoncie, podczas którego usunięto między innymi kilka rzędów uszkodzonych łopatek turbin, w połowie maja okręt powrócił do działań u wybrzeży Norwegii. Przewiózł na pokładzie samoloty myśliwskie Gloster Gladiator z 263 dywizjonu RAF, które 21 maja zostały przebazowane do Bardufoss. Jeden Gladiator i prowadzący Swordfish rozbiły się po drodze, a wszyscy członkowie ich załóg zginęli. Następnie lotniskowiec powrócił do Scapa Flow. Za udział w kampanii norweskiej „Furious” otrzymał, jako jedyny okręt swej klasy, specjalne depesze pochwalne od lordów Admiralicji, szefa sztabu lotnictwa oraz premiera.
14 czerwca okręt wypłynął bez eskorty do Halifaksu (ochronę zapewniała jedynie połowa stanu 816 dywizjonu), przewożąc złote sztaby wartości 18 milionów funtów. Według załogi, był w tym rejsie bezpieczniejszy niż Bank Anglii. W drodze powrotnej towarzyszył transportowi kanadyjskich żołnierzy płynących na Islandię na pokładzie liniowca „Empress of Canada”, wioząc jednocześnie 49 samolotów różnych typów, części zamienne oraz bomby lotnicze. Z własnej inicjatywy komandora Troubridge’a każde wolne miejsce na okręcie załadowano racjonowanym w Wielkiej Brytanii cukrem. 7 lipca „Furious” zawinął do Liverpoolu. Po krótkim remoncie i zakończeniu prób morskich powrócił w skład Home Fleet, by we wrześniu i październiku, już z pełną grupą lotniczą, wziąć udział w serii ataków na nieprzyjacielską żeglugę i instalacje nadbrzeżne w Norwegii. W ich trakcie atakowano niemieckie statki i okręty w rejonie Trondheim i Tromsø oraz bazę wodnosamolotów i składy paliwa w tej ostatniej miejscowości. Odniesiono jedynie niewielkie sukcesy, tracąc w akcjach sześć samolotów.

### Działania transportowe. Operacja Torch

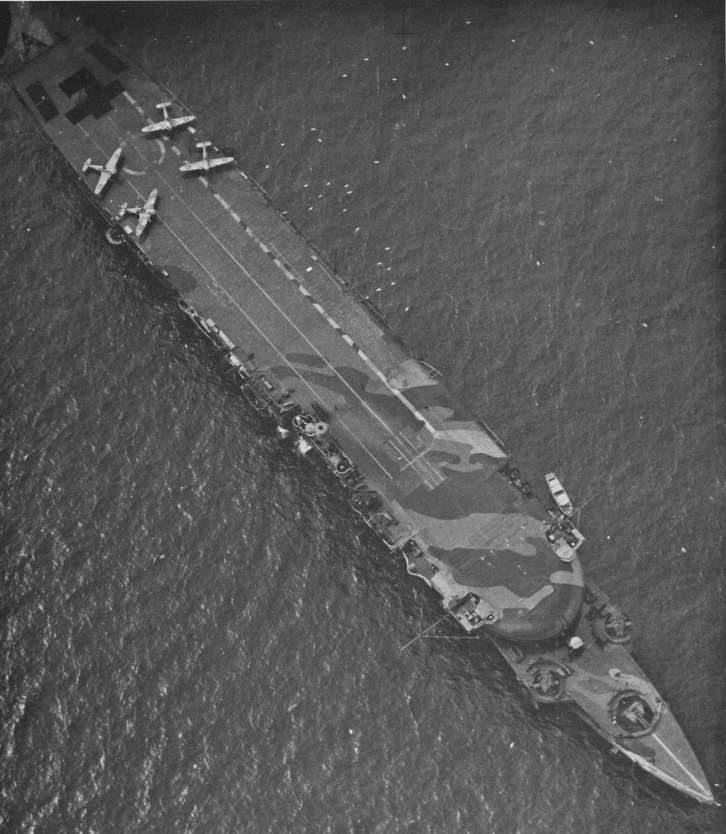
„Furious” w sierpniu 1941 z czterema myśliwcami Hurricane na pokładzie lotniczym

W listopadzie 1940 roku podjęto decyzję o przeznaczeniu „Furiousa” do zadań transportowych. Pomiędzy 15 listopada a 15 grudnia, pod nowym dowódcą – komandorem Arthurem G. Talbotem – odbył rejs do Takoradi na Złotym Wybrzeżu. Przewiózł wówczas 55 myśliwców Hawker Hurricane z 73 dywizjonu RAF, w większości załadowane w skrzynie. Po wyładowaniu samoloty zostały zmontowane i lotem dostarczone na Bliski Wschód. Po powrocie do Liverpoolu na lotniskowiec załadowano kolejnych 40 Hurricane’ów z przeznaczeniem do Takoradi. Okręt wypłynął 21 grudnia, dołączając do konwoju WS-5A, zmierzającego na Bliski Wschód w eskorcie krążowników: ciężkiego „Berwick”, lekkich „Bonaventure” i „Dunedin” oraz mniejszych jednostek. W jego skład wchodził także lotniskowiec „Argus”, również transportujący samoloty do Afryki Zachodniej. 25 grudnia konwój został wykryty przez niemiecki krążownik ciężki „Admiral Hipper”, który dwukrotnie próbował zaatakować torpedami okręty eskorty, a następnie związał się w pojedynku artyleryjskim z „Berwickiem” i „Bonaventure”, uzyskując dwa bezpośrednie trafienia w pierwszy z okrętów oraz zatapiając płynący w konwoju statek „Jumna” i uszkadzając transportowiec wojska „Empire Trooper”. „Admiral Hipper” również odniósł nieznaczne uszkodzenia, które zmusiły jego dowódcę do zerwania kontaktu bojowego. Samoloty z lotniskowców nie mogły przeprowadzić ataku na przeciwnika, ponieważ „Furious” nie miał gotowych do akcji uzbrojonych maszyn (na pokładzie załadowany był skrzyniami z transportowanymi myśliwcami), zaś Swordfishe z „Argusa” nie dysponowały torpedami, które znajdowały się z kolei na „Furiousie”. Dopiero gdy z „Furiousa” wystartowały samoloty Blackburn Skua mające odnaleźć „Admirala Hippera”, na pokładzie lotniskowca zrobiło się wystarczająco dużo miejsca, by mogły wylądować na nim Swordfishe z „Argusa” i załadować torpedy. Jednak patrolujące Skuy nie odnalazły przeciwnika z powodu złej widoczności.
„Furious” wpłynął do Takoradi 10 stycznia 1941 roku i po wyładowaniu powrócił do Wielkiej Brytanii 5 lutego. Po krótkim pobycie w stoczni odbył jeszcze trzeci rejs transportowy na południe. 25 kwietnia lotniskowiec dostarczył 24 myśliwce Hurricane do Gibraltaru, gdzie miały zostać przeniesione na „Ark Royal” i wysłane na Maltę. Podczas remontu w Belfaście, 8 maja stał się jednym z celów wielkiego nalotu bombowców Luftwaffe na miasto. Został trafiony jedną małą bombą, dwie kolejne wybuchły w pobliżu, powodując nieznaczne uszkodzenia i śmierć jednego z członków załogi. 12 maja okręt wypłynął do Gibraltaru z kolejnymi 40 myśliwcami Hurricane. Po przekazaniu części z nich na „Ark Royal” obydwa lotniskowce udały się na pozycję na południe od Sardynii, skąd 21 maja samoloty wystartowały w kierunku Malty. Następnie „Furious” powrócił do Wielkiej Brytanii, by załadować kolejne 48 samolotów i powtórzyć operację w pierwszych dniach czerwca. W trzecim rejsie przewiózł do Gibraltaru największy ładunek: 64 myśliwce Hurricane. Po dopłynięciu 25 czerwca do Gibraltaru 22 z nich zostało przeniesionych na „Ark Royal” i ten wysłał je następnego dnia na Maltę. Z pozostałych 42, 26 zostało przekazanych na „Ark Royal” po jego powrocie 28 czerwca. Oba lotniskowce wypłynęły, by dostarczyć je lotem na Maltę. 30 czerwca podczas startu jeden z Hurricane’ów uderzył w nadbudówkę okrętu, wywołując poważny pożar na pokładzie. Obrażenia odniosło 13 (lub 14) ludzi, z których dziewięciu poniosło śmierć. Ponieważ zablokowany pokład uniemożliwił start pozostałych sześciu maszyn, powróciły one do Gibraltaru.
W lipcu realizacja planu rejsów transportowych została przerwana po skierowaniu lotniskowca na wody Arktyki, by na żądanie Rosjan przeprowadzić atak na zajęty przez Niemców port Kirkenes w Norwegii i fińskie Petsamo. Silny zespół floty (Force P): lotniskowce „Victorious” i „Furious”, krążowniki ciężkie „Devonshire” i „Suffolk” oraz niszczyciele „Echo”, „Eclipse”, „Escapade” i „Intrepid” (później dołączyły jeszcze „Icarus” i „Inglefield”) zebrały się w Seidisfjord na Islandii pod dowództwem kontradmirała Wake-Walkera. Po pobraniu paliwa skierowały się na Ocean Arktyczny. Jednocześnie szybki stawiacz min „Adventure” dostarczył do Murmańska miny dla marynarki sowieckiej. 30 lipca z „Furiousa” wystartowało dziewięć Swordfishy i dziewięć Albacore eskortowanych przez sześć Fulmarów i cztery Sea Hurricane. Zastały one port w Petsamo praktycznie pusty, udało im się zatopić jedynie niewielki motorowiec „Rottver” i podpalić zbiorniki paliwa na nabrzeżu. Straty wyniosły dwa Fulmary i jeden Albacore (według innego źródła jedynie dwie maszyny). Atakująca Kirkenes grupa lotnicza „Victoriousa” straciła w tym czasie 11 Albacore (według innego źródła również dwa myśliwce), więc powracający z powodu braku paliwa do bazy „Furious” przekazał swoje samoloty Albacore na drugi lotniskowiec by uzupełnić jego zdziesiątkowane formacje. 31 lipca myśliwce Sea Hurricane z 880 dywizjonu zestrzeliły łódź latającą Dornier Do 18 śledzącą formację.
W sierpniu samoloty „Furiousa” uczestniczyły w nalotach na niemieckie statki w fiordzie Varanger. Następnie okręt powrócił do zadań transportowych: 30 sierpnia opuścił Belfast z ładunkiem 49 Hurricane’ów dla Malty, dziewięcioma Swordfishami dla grupy lotniczej „Ark Royal” oraz trzema Fulmarami i czterema Sea Hurricane’ami własnej grupy lotniczej. Okręt dotarł do Gibraltaru 6 września i następnego dnia, współdziałając z „Ark Royal”, w dwóch akcjach wysłano na Maltę 45 myśliwców Hurricane. Była to ostatnia misja transportowa „Furiousa” przed odesłaniem go na remont do Stanów Zjednoczonych. 7 października wpłynął do Filadelfii (po drodze dostarczył samoloty na Jamajkę) i pozostawał w tamtejszej stoczni do marca 1942 roku. Po ukończeniu remontu i odbyciu prób morskich wypłynął przez Bermudy do Wielkiej Brytanii, przyłączając się w drodze do konwoju osłanianego między innymi przez lotniskowce eskortowe „Archer” i „Avenger”. Podczas pobytu w Stanach Zjednoczonych nastąpiła zmiana dowódcy: nowym został komandor T. O. Bulteel, pierwszy lotnik morski w Royal Navy, który otrzymał komendę nad lotniskowcem floty.
Po powrocie do kraju okręt znów został skierowany do stoczni, gdzie zyskał wyposażenie radarowe, a kolejne miesiące spędził na doskonaleniu załogi. W sierpniu powrócił do zadań liniowych, wchodząc w skład konwoju z zaopatrzeniem dla Malty (operacja Pedestal). Wypłynął z Clyde 2 sierpnia, by po czterech dniach dołączyć do zespołu lotniskowców przeprowadzających ćwiczenia na Atlantyku. Po ich zakończeniu, 8 sierpnia powrócił do konwoju WS-21S. Podczas przechodzenia przez Cieśninę Gibraltarską został odesłany do Gibraltaru dla uzupełnienia paliwa. Zgodnie z planem 11 sierpnia wczesnym popołudniem, zaledwie kilka godzin po zatopieniu „Eagle” przez U-73, z pokładu „Furiousa” wystartowało 38 Spitfire’ów (jeden z nich musiał po chwili lądować awaryjnie na „Indomitable”). Zaraz potem lotniskowiec zawrócił i bezpiecznie dopłynął do Gibraltaru. 16 sierpnia załadował kolejny ładunek 32 myśliwców i wysłał je kolejnego dnia z miejsca na południowy wschód od Balearów. Kolejną operację wzmocnienia sił powietrznych Malty, konieczną przed rozpoczęciem operacji Torch, przeprowadzono pomiędzy 27 a 29 października, dostarczając 32 Spitfire’y. Następnie „Furious” wszedł w skład Force H z Gibraltaru, dowodzonych przez wiceadmirała Edwarda N. Syfreta. Miały one zapewnić wsparcie operacji desantowej w Afryce Północnej.
Samoloty „Furiousa” wspierały Central Task Force, zgrupowanie amfibijne, którego zadaniem było zdobycie Oranu. Rankiem 8 listopada myśliwce Seafire startujące z lotniskowca ostrzelały lotnisko w Tafraoui i zniszczyły trzy samoloty Vichy na ziemi oraz zestrzeliły jeden Dewoitine D.520. Było to pierwsze zwycięstwo odniesione na Seafire w walce powietrznej. Jednostki używające nowych myśliwców poniosły również pierwsze straty: przynajmniej jeden samolot 807 dywizjonu został tego dnia zestrzelony przez D.520, jego pilot S/L H. Rowland zginął. Osiem Albacore z 822 dywizjonu atakowało lotnisko w La Senia. Pomimo silnej obrony zniszczyły wszystkie 47 stacjonujących tam maszyn Vichy, za cenę utraty czterech własnych: trzech zestrzelonych przez francuskie myśliwce (które uszkodziły ponadto dwie dalsze) oraz jednej przez artylerię przeciwlotniczą. Tego samego dnia dwa U-Booty: U-565 i U-431, które próbowały przeprowadzić atak na lotniskowce, zostały odpędzone przez eskortę. Oran skapitulował 10 listopada. Kolejnym zadaniem „Furiousa” była ochrona konwojów z zaopatrzeniem płynących do Algieru.

### Działania w Home Fleet
„Furious” działał w składzie Force H na Morzu Śródziemnym do lutego 1943 roku, gdy powrócił na wody macierzyste i został włączony do Home Fleet. Wraz z nią operował do końca swej wojennej służby. Miejsce zmarłego na zapalenie płuc komandora Bulteela zajął nowy, ostatni już dowódca okrętu – komandor G. T. Philip. Pomiędzy marcem a majem „Furious” bazował w Clyde, w gotowości do przechwycenia niemieckiego pancernika „Scharnhorst” w razie podjęcia przezeń próby przedarcia się na Atlantyk. W lipcu połączone zespoły floty brytyjskiej (pancerniki „Duke of York”, „Anson” i „Malaya”, „Furious”, dwie eskadry krążowników oraz trzy eskadry niszczycieli pod ogólnym dowództwem admirała Frasera) i amerykańskiej (pancerniki „South Dakota” i „Alabama”, krążowniki „Augusta” i „Tuscaloosa” oraz pięć niszczycieli pod komendą kontradmirała Hustvedta) przeprowadziły demonstrację siły u wybrzeży Norwegii, by odciągnąć uwagę od alianckiej inwazji na Sycylię (operacja Governor). Rolą lotniskowca było prowadzenie pozorowanych działań zaczepnych, w trakcie których niemieckie samoloty zwiadowcze miały spostrzec brytyjskie okręty i zaraportować to, po czym miały zostać przechwycone przez myśliwce i zestrzelone. W sierpniu „Furious” został skierowany do remontu w Liverpoolu, zakończonego w październiku. Pozostałą część roku spędził na rejsach szkoleniowych.
W lutym 1944 roku lotniskowiec wziął udział w operacji Bayleaf, stanowiącej element osłony konwoju JW-57 do Murmańska. 24 lutego, z „Furiousa” osłanianego przez pancerniki „Anson” i francuski „Richelieu”, dwa krążowniki i siedem niszczycieli (w tym polską „Błyskawicę”), wystartowały samoloty do ataku na niemiecką żeglugę w rejonie zachodniego wybrzeża Norwegii. Było to pierwsze bojowe użycie nowych maszyn bombowo-torpedowych FAA, Fairey Barracuda, które zbombardowały z lotu nurkowego frachtowiec w pobliżu półwyspu Stad.
Kolejną operację konwojową (JW-58/RA-58) połączono z atakiem na bazujący w północnonorweskim fiordzie Kå pancernik „Tirpitz”. Uszkodzony we wrześniu poprzedniego roku podczas ataku brytyjskich miniaturowych okrętów podwodnych miał, według raportów wywiadu i rozpoznania lotniczego, zbliżać się do końca remontu i przygotowywać do prób morskich. 30 marca 1944 roku zespół okrętów Home Fleet: lotniskowce „Victorious” i „Furious”, pancerniki „Duke of York” (okręt flagowy admirała Frasera) i „Anson”, lotniskowce eskortowe „Emperor”, „Fencer”, „Searcher” i „Pursuer” w eskorcie krążowników i niszczycieli opuścił Scapa Flow. W początkowej fazie operacji, której nadano kryptonim Tungsten, zespół ten miał stanowić daleką osłonę konwojów, na wypadek użycia przez Niemców ciężkich okrętów nawodnych do ich zniszczenia. Ponieważ przez następne dni nic nie wskazywało na taką ewentualność, admirał Fraser zdecydował o zaatakowaniu przez lotnictwo pokładowe „Tirpitza” 3 kwietnia, jeden dzień wcześniej, niż początkowo planowano. O 4.16 rano, z pozycji odległej od celu o około 120 mil morskich, z pokładów lotniskowców wystartowała pierwsza fala 20 bombowców Barracuda, dowodzona przez komandora podporucznika Baker-Faulknera. Nad cel nadlecieli tuż przed 5.30. Pancernik był właśnie przygotowywany do wypłynięcia na próby morskie. Niemcy zostali całkowicie zaskoczeni i zasłona dymna nad fiordem była dopiero formowana, a obrona przeciwlotnicza była niegotowa. Jako pierwsze zaatakowały myśliwce osłony, które ostrzelały nieosłonięte stanowiska dział przeciwlotniczych na pokładzie i nadbudówkach pancernika. Minutę później rozpoczął się nalot bombowców, atakujących z lotu nurkowego specjalnymi 1600-funtowymi (726,5 kg) bombami przeciwpancernymi. Przy doskonałej widoczności celu brytyjscy lotnicy ulokowali sześć (według innego źródła dziewięć) bomb przeciwpancernych oraz burzących po 227 kg w kadłubie pancernika. Godzinę później nad fiord dotarła druga fala 19 Barracud, której atak był już prowadzony w silnym ogniu przeciwlotniczym i przy postawionej zasłonie dymnej. W pancernik trafiło kolejne osiem (według innego źródła pięć) bomb. Brytyjczycy utracili jedynie trzy maszyny: po jednej zestrzelonej z każdej fali i jednej rozbitej podczas startu, uzyskując cztery trafienia bombami 1600-funtowymi oraz dziesięć burzącymi. Zginęło 122 członków załogi „Tirpitza”, rannych zostało dalszych 300. Nadbudówki i pokład pancernika zostały dość poważnie uszkodzone, powstały pożar ugaszono dopiero nocą następnego dnia, ale maszyny i mechanizmy pozostały nietknięte. Było to spowodowane tym, że brytyjscy piloci przeprowadzili atak ze zbyt małej wysokości, przez co bomby przeciwpancerne nie uzyskały wystarczającej prędkości końcowej, by przebić poziomy pancerz okrętu przed eksplozją. Tym niemniej naprawy uszkodzeń zajęły Niemcom kolejne trzy miesiące, a sama operacja Tungsten jest uważana przez historyków za drugą co do skuteczności, po ataku na Tarent, akcję Fleet Air Arm podczas II wojny światowej.
Jeszcze pod koniec kwietnia Home Fleet próbowała przeprowadzić kolejny atak na „Tirpitza”, ale 24 i 25 kwietnia zła pogoda uniemożliwiła loty nad ten cel. W zamian 26 kwietnia samoloty podjęły próbę ataku na żeglugę niemiecką w rejonie Bodø. Zatopiono trzy frachtowce z płynącego na południe konwoju, tracąc sześć własnych samolotów. 6 maja samoloty „Furiousa” i lotniskowca eskortowego „Searcher”, osłanianych przez krążownik ciężki „Berwick” i sześć niszczycieli (w tym polskie „Błyskawicę” i „Pioruna”) zaatakowały żeglugę w pobliżu Kristiansund i zatopiły frachtowiec „Almora” oraz tankowiec „Saarburg” kosztem dwóch samolotów. 11 maja „Furious” przebywał w Scapa Flow, gdy okręty Home Fleet były wizytowane przez króla Jerzego VI. 15 i 28 maja kolejne próby ataku na „Tirpitza” zostały zniweczone przez złą pogodę nad celem. 1 czerwca Barracudy z „Victoriousa” i „Furiousa” zaatakowały niemiecki konwój w pobliżu Ålesund, zatopiono statek przewożący 2200 ton materiałów wybuchowych, dwa inne oraz eskortowiec zostały uszkodzone.
17 lipca Brytyjczycy przeprowadzili kolejny atak na „Tirpitza” (operacja Mascot). Uczestniczyły w nim lotniskowce: „Furious”, „Formidable” i „Indefatigable” osłaniane przez pancernik „Duke of York”, krążowniki i niszczyciele. Dowodził z pokładu „Furiousa” wiceadmirał Henry Moore. Atak był nieudany ponieważ Niemcy zostali wcześniej zaalarmowani i zasłona dymna ukryła pancernik. Brytyjskie Barracudy musiały zrzucać swoje bomby na ślepo. Cztery kolejne ataki zostały przeprowadzone w sierpniu pod zbiorową nazwą operacja Goodwood. Atak z 20 sierpnia został odwołany z powodu złej pogody nad celem, kolejny, przeprowadzony dwa dni później został wcześnie wykryty przez Niemców, którzy postawili zasłonę dymną nad fiordem i zestrzelili trzy samoloty. 24 sierpnia, podczas trzeciego nalotu, Brytyjczycy uzyskali jedno trafienie bombą 227 kg w drugą wieżę artyleryjską na dziobie „Tirpitza”, powodując nieznaczne uszkodzenia. Druga bomba, 1600-funtowa przeciwpancerna, przebiła pokład pancerny i kadłub pancernika, nie eksplodując. Czwarty atak, 29 sierpnia, został odparty przez niemiecką obronę przeciwlotniczą. W trakcie całej operacji Brytyjczycy stracili 11 zestrzelonych samolotów oraz uszkodzony przez U-354 lotniskowiec eskortowy „Nabob”.
W pierwszej połowie września samoloty „Furiousa” przeprowadziły minowanie wód u wybrzeży Norwegii. Była to już ostatnia akcja bojowa okrętu. Jeszcze 31 sierpnia Główny Konstruktor przedstawił raport, w którym ostrzegał, że wobec całkowitego wyeksploatowania maszyn i urządzeń okrętu, nie nadaje się on do służby liniowej. 15 września 1944 roku został wycofany z linii. Zaproponowano go dowództwu Brytyjskiej Floty Pacyfiku do użycia jako hulk mieszkalny, ale oferta nie została przyjęta, pozostał więc w rezerwie. Skreślony z listy floty w kwietniu 1945 roku, został przeholowany na Loch Striven w pobliże Rothesay i używany do oceny efektów eksplozji na strukturę kadłuba okrętu. Sprzedany na złom w 1948 roku, został przeholowany do stoczni rozbiórkowej w Troon. Prace złomowe zakończono w 1954 roku